# Shengli
Zagłębie Naftowe Shengli (chiń. upr. 胜利油田; pinyin Shènglì yóutián) – zagłębie naftowe we wschodnich Chinach, w prowincji Shandong, koło ujścia rzeki Huang He i na przyległym szelfie Zatoki Pohaj (wydobycie spod dna morskiego). Drugie (po Daqing) pod względem wielkości wydobycia w kraju; w 2010 roku wydobycie ropy naftowej wyniosło 27,34 mln ton, natomiast gazu ziemnego 508 mln m³. Zasoby ropy naftowej szacowane są na ok. 4,8 mld ton, natomiast zasoby gazu ziemnego na ok. 230 mld m³.
Złoża zostały odkryte w 1961 roku. Pierwsze odwierty zostały wykonane w 1964 roku, a w 1966 roku rozpoczęto produkcję, która znacząco wzrosła w latach 70. Największe wydobycie odnotowano w latach 80. i na początku lat 90., kiedy rocznie pozyskiwano ok. 30 mln ton ropy. 
Wydobyciem ropy naftowej i gazu ziemnego w zagłębiu Shengli zajmuje się należąca do Sinopecu spółka Shengli Youtian Fen Gongsi (胜利油田分公司; ang.: Shengli Oilfield Company) z siedzibą w Dongying, eksploatująca również pola naftowe w Sinciangu, Qinghai i Gansu.